# Новак, Йозеф
Йо́зеф Но́вак, псевдонимы — Во́тровский, Но́вак-Ра́дворский (в.-луж. Józef Nowak, Wotrowski, Nowak-Radworski, 5 января 1895, Остро — 1 января 1978, Баутцен, Дрезден) — католический священник, лужицкий поэт, драматург, общественный деятель и журналист.

## Биография
Родился 5 января 1895 года в лужицкой деревне Вотров. С 1908 года по 1910 год обучался в гимназиях в Будишине, Либереце и Дупове. С 1910 года проживал в Праге, где до 1919 года изучал теологию в Лужицкой семинарии, до 1915 года обучался в малостранской гимназии. Во время учёбы в лужицкой семинарии возглавлял лужицкое студенческое общество «Сербовка». В 1920 году продолжил изучение теологии в Падеборне. В 1920 году был рукоположён в священника, после чего до 1923 года служил в католическом приходе в Кроствице. В 1916 году организовал 42-й (в Кроствице) и в 1919 году (в Будишине) — 45-й молодёжный летний лагерь-фестиваль для лужицких гимназистов под названием «Схадзованка». Участвовал в работе лужицкого культурно-общественного общества «Домовина». В 1921 году вступил в организацию «Матица сербская». С 1923 года по 1927 год служил в деревне Житава, с 1927 по 1930 год — в Будишине. В 1922—1923 годах был главным редактором лужицкого литературного журнала «Łužica». В 1931 году был назначен настоятелем католического прихода в Радиборе, где прослужил до 1940 года. В 1941 году по настоянию нацистских властей был отстранён от должности настоятеля и переведён на служение в дрезденский собор святого Петра. В 1945 году был назначен настоятелем в Радиборе, где прослужил до 1967 года. В 1968 году вышел на пенсию.
С 1927 года по 1931 год и с 1959 года по 1960 год был главным редактором католического журнала «Katolski Posoł».

## Сочинения
- Posledni kral, драма, 1916;
- Z duchom swobody, сборник стихотворений, 1919;
- Lubin a Sprjewja, поэма, 1928;
- Na cuzej zemi, поэма, 1956;

## Награды
- Лауреат премии имени Якуба Чишинского (1970).